# Bernt Evensen
Bernt Evensen (n. 8 aprilie 1905, Christiania, Suedia-Norvegia – d. 24 august 1979, Oslo, Norvegia) a fost un patinator de viteză ce a reprezentat Norvegia, medaliat olimpic. A participat la 2 ediții ale Jocurilor Olimpice (1928, 1932) în care a câștigat două medalii de aur, o medalie de argint și o medalie de bronz.